# جيتوليو فارغاس
جيتوليو فارغاس (بالبرتغالية: Getúlio Vargas Freitas de Oliveira Júnior‏) هو لاعب كرة قدم برازيلي في مركز حراسة المرمى، ولد في 22 يناير 1983 في ساو غونسالو في البرازيل. لعب مع أورلاندو بيراتس وفيتوريا سيتوبال ونادي أيه بي سي ونادي بانغو أتلتيكو ونادي فلامنغو ونادي فورتاليزا ونادي فيسترلو ونادي فيلا نوفا.